# HMS Starwort (K20)
HMS Starwort (K20) je bila korveta razreda flower Kraljeve vojne mornarice, ki je bila operativna med drugo svetovno vojno.

## Zgodovina
12. novembra 1942 je sodelovala pri potopitvi nemške podmornice U-660. Ladjo so leta 1948 prodali na Norveško, kjer so jo preuredili v kitolovko in jo preimenovali v Southern Broom. 9. januarja 1967 so ladjo razrezali v Brugesu.